# بيلاش مولنار
بيلاش مولنار (بالمجرية: Molnár Balázs)‏ هو لاعب كرة قدم مجري في مركز الوسط، ولد في 1 يوليو 1977 في زالاجيرسيج في المجر. شارك مع منتخب المجر تحت 21 سنة لكرة القدم ومنتخب المجر لكرة القدم. أما مع النوادي، فقد لعب مع إسبانيول وزالايغيرزيغي تورنا إغيليت وعثمانلي سبور ونادي إلتشي.

## وصلات خارجية
- بيلاش مولنار على موقع اتحاد تركيا (لاعب) (الإنجليزية)
- بيلاش مولنار على موقع قاعدة بيانات كرة القدم.إي يو (الإنجليزية)
- بيلاش مولنار على موقع ناشيونال فوتبول تيمز (الإنجليزية)
- بيلاش مولنار على موقع Soccerbase.com (لاعب) (الإنجليزية)
- بيلاش مولنار على موقع Soccerway.com (الإنجليزية)
- بيلاش مولنار على موقع عالم كرة القدم.نت (الإنجليزية)